# Budapesti tavasz
A Budapesti tavasz Máriássy Félix 1955-ben bemutatott filmdrámája, Gábor Miklós, Molnár Tibor, Gordon Zsuzsa, Rajnai Gábor, Mezey Mária, Darvas Iván, Tarsoly Elemér főszereplésével.
A film a felszabadulás tizedik évfordulójára készült Karinthy Ferenc azonos című regényéből. A rendező és Thurzó Gábor, a forgatókönyvíró számos ponton módosították a cselekményt. A háború utáni részeket elhagyták, a főszereplő és az illegális kommunista csoport hősiességét pedig kiemelték.

## Cselekmény
Részlet Szilágyi Gábor, Életjel című könyvéből: "1944. december 24. Szomorú karácsonyra készül az ország. Budapest körül bezárulóban van az ostromgyűrű. Német és magyar katonák, nyilasok, civilek kifelé igyekeznek a városból. Csak két katona kivétel ez alól. Pintér Zoltán (Gábor Miklós) és Gazsó Bertalan (Molnár Tibor), az értelmiségi és a munkás. Az egyik civilben történész, a másik bányász. Ők végeztek a háborúval, elhatározták, hogy levetik az egyenruhát, vállalva a katonaszökevények sorsát. Két „valódi hamisított" nyílt paranccsal a zsebükben, szemrebbenés nélkül állják ki az első erőpróbát, a csendőrök igazoltatását. Ki-ki indulna a maga útjára, de a véletlen összeköti sorsukat. Egy mentőautóban jutnak be Budapestre, utolsóként. Mögöttük szovjet harckocsioszlop halad át az országúton.
Budapest kihalt utcáin néhány siető járókelő, tébláboló betlehemes gyerek. A kávéházban dizőz énekel. Zoltán és Gazsó egy rokon elhagyott lakásában akarja meghúzni magát, átvészelni az elkerülhetetlen ostromot. Az üresnek hitt lakásban azonban ismerősökre akadnak: Turnovszky mérnök (Rajnai Gábor) és felesége, Ilma (Mezey Mária) fogadja őket. A szomszéd szobában, a becsukott ajtó mögött fiatal lány hallgatózik. Jutkát (Gordon Zsuzsa), aki zsidó, Turnovszkyék bújtatják. A karácsony esti készülődést légiriadó szakítja félbe. Turnovszkyék a pincébe indulnak, de egy bőröndöt a lakásban felejtenek. Zoltán visszamegy érte, és meglepve fedezi fel az „erdélyi menekültet". Az óvóhelyen katonák járőröznek, igazoltatnak. Gazsó papírja nem állja ki próbát. A razzia másik áldozata „a diósgyőri vasas", Marko (Rajczy Lajos). Valamennyi letartóztatottat sáncépítésre viszik. Közben a lakásban Jutka és Zoltán közelebbi ismeretséget kötnek. A lány húszéves, Zoltán három évvel idősebb. Jutka orvosnak készült, de nem vették fel az egyetemre. Zoltán jövőre doktorálna (Budapest történetéből).
Repülő köröz a sáncot építők fölött. Az egyik őr lekapja a puskáját, rálő. Markó nekiugrik, elveszi a puskáját. A többi őrt is lefegyverzik. A repülőgépről lehulló röpcédulák egyikéről értesülnek, hogy Debrecenben megalakult az Ideiglenes Nemzeti Kormány, és földosztásra készül. A vacsorához készülődő Turnovszkyékhoz Gazsó állít be két vekni kenyérrel. Csak „vendégségbe" jött, fontosabb dolga van. A tető alatt, a fényképészműteremben az illegális kommunista sejt tagjai gyülekeznek. Markó Zoltán felől faggatja Gazsót. Veréb (Mádi Szabó Gábor) jelenik meg nyilasegyenruhában. Gazsó csodálkozására kijelenti, hogy ez csak álruha.
A németek géppuskaállást akarnak telepíteni a tetőre, az udvaron összesereglett lakók tiltakozása ellenére. Markó hiába próbálja Zoltánt megnyerni „az ügynek", ő többet nem vesz puskát a kezébe - mondja. Nincs értelme harcolni. Turnovszkyéknál Kalocsainé panaszkodik, hogy nem sikerült kimenekítenie a csillagos házból Jutka húgát, Zsuzsikát. S most viszik őt is, mint a többieket. Zoltán vállalja, hogy érte megy. A szülők rábízzák a gyereket, de maradnak. A pékség előtt hosszú sor kígyózik. Kenyérre várnak. A kenyeret azonban a nyilasok akarják elvinni. Veréb és társai szétzavarják őket, és kiosztják a kenyeret a sorban állóknak. Zoltán haza érkezik. Megnyugtatja Jutkát, hogy Zsuzsika biztonságban van.
Sinkovits (Bánhidy László), a nyilas légóparancsnok érkezik „ins-piciálni". Zoltán és Gazsó kilétét tudakolja. A megriadt Turnovszky megkérdezi Jutkától, jó helyen van-e itt. Fél, hogy a lány jelenléte valamennyiüket veszélybe sodorja. Zoltán felháborodottan tiltakozik szavai hallatán. Jutka csomagol. A sötét előszobában Zoltán Jutkába botlik, aki zajt hallva kijött. Zoltán megcsókolja, karjaiba veszi, és beviszi az ágyba. Reggel egymás mellett ébrednek. Csend honol. Olyan, mintha béke lenne.
Budapest határában szovjet parlamenter közeledik a németek állásához, hogy megadásra szólítsa fel őket. De géppuskatűz fogadja.
Reggel Zoltán borotválkozni indul. Jutka szobája üres. Rádöbben, hogy a lány elment. Tanácstalan, azt sem tudja, hogy hol keresse. Az utcán járőr igazoltatja, letartóztatják. Egy pincébe lökik. Jutka is itt van, többedmagával. Mindössze egy rács választja el őket. Zoltán hiába követeli, hogy a parancsnokkal beszélhessen. Ő figyelemre se méltatja. Más dolga van most. A foglyok csoportja megindul a hajnali ködben a „végállomás", a Duna-part felé. Kabátjukat levetik, cipőjüket gondosan egymás mellé helyezik. Jutka is köztük van. Zoltán időközben kiszabadul, fülében csengenek a parancsnok intő szavai: „legyen jó magyar". A kijáratnál az őr biztatja, hogy örüljön a szerencséjének, mert a többiek már „jó helyen vannak". Mire a rakpartra ér, már csak a levetett cipők sorakoznak ott. Magába roskadva tér haza. Felmegy Markóékhoz, akik éppen „haditanácsot tartanak". Akcióra készülnek, elfogott társaikat kell kiszabadítaniuk a nyilasok fogságából. „A lány?" - kérdezi Markó. Zoltán csak annyit felel: „Adjatok fegyvert!" Az akció balul sikerül. Zoltán és Gazsó fogságba esik. Vallatják őket, amikor kint lövések dördülnek: Markóék adnak jelt, hogy nem felejtették el őket.
Időközben megindul a szovjet támadás is. Folyik Budapest felszabadítása. A harc végeztével az emberek végre feljöhetnek a pincéből. Az élet újraindul. Fiatal rikkancs (Ruttkai Éva) kínálja lapját: „Megjelent a Szabadság! Itt a Szabadság!". „Pista!" - kiált Zoltánra. „Jaj, bocsánat!" - szabadkozik, amikor észreveszi tévedését. Majd siet tovább. Zoltán emlékezetében visszacsengenek Markó szavai: „Na, történész, most jön a te időd. Megírhatod Budapest történetét - 1945-től."

## Szereplők
- Pintér Zoltán – Gábor Miklós
- Gozsó Bertalan – Molnár Tibor
- Jutka – Gordon Zsuzsa
- Turnovszky – Rajnai Gábor
- Turnovszkyné – Mezey Mária
- Karaganov főhadnagy – Darvas Iván
- Turumbek tizedes – Tarsoly Elemér
- Fiatal özvegyasszony – Lengyel Erzsi
- Egyik szovjet katona – Károlyi Béla
- Az egyik csendőr – Bartha János
- Marko – Rajczy Lajos
- Sinkovits – Bánhidi László
- Fiatal rikkancs – Ruttkai Éva
- A katona zenekar dobosa – Csisztay Andor

## Díjak, elismerések
- Budapesti tizenkettő (1968)